# Поуп, Огастас
Огастас Расселл «Гас» Поуп (англ. Augustus Russell "Gus" Pope, 29 ноября 1898 — 1953) — американский легкоатлет, призёр Олимпийских игр.
Огастас Поуп родился в 1898 году в Сиэтле (штат Вашингтон). В 1920 году на Олимпийских играх в Антверпене он завоевал бронзовую медаль в метании диска. В 1924 году он принял участие в Олимпийских играх в Париже, но там стал лишь 4-м.